# Hans Dölle
Hans Heinrich Leonhard Dölle (* 25. August 1893 in Berlin; † 15. Mai 1980 in München) war ein deutscher Jurist und Hochschullehrer.

## Leben
Hans Dölle, Sohn des Kaufmanns Emil D. Dölle, absolvierte 1913 das Abitur am Prinz-Heinrich-Gymnasium in Schöneberg bei Berlin und studierte im Anschluss zunächst bis 1914 Rechtswissenschaften an der Universität Lausanne, im zweiten Semester an der Albert-Ludwigs-Universität Freiburg und ab dem Sommersemester 1914 bis 1920 an der Friedrich-Wilhelms-Universität Berlin (heutige Humboldt-Universität zu Berlin), unterbrochen von seinem Einsatz im Ersten Weltkrieg, wofür er sich im August als Kriegsfreiwilliger meldete. 1915 wurde Dölle zum Unteroffizier und später zum Leutnant der Reserve befördert. Für seine Leistungen erhielt er beide Klassen des Eisernen Kreuzes.
Nach Kriegsende setzte er sein Studium in Berlin fort und schloss es 1920 ab, ein Jahr später promovierte er bei Theodor Kipp, ebenfalls in Berlin. Seit dem Wintersemester 1920/21 bis 1923 war er Assistent an der juristischen Fakultät in Berlin und zugleich von 1922 bis 1923 als wissenschaftlicher Mitarbeiter im Auswärtigen Amt. 1923 habilitierte er sich bei Martin Wolff und Joseph Partsch in Berlin; seine Gattin Else, geborene Vorwald, gebar den gemeinsamen Sohn Wolfgang.
1924 wurde er an die Rheinische Friedrich-Wilhelms-Universität Bonn berufen, wo er bis 1941 einen Lehrstuhl für Bürgerliches-, Verfahrensrecht und Ausländisches Recht innehatte und später auch Dekan der juristischen Fakultät war. Am 5. Juli 1937 beantragte er die Aufnahme in die NSDAP und wurde rückwirkend zum 1. Mai desselben Jahres aufgenommen (Mitgliedsnummer 4.389.213). Von 1941 bis Ende des Zweiten Weltkriegs lehrte er als Ordinarius an der Reichsuniversität Straßburg und von 1946 bis 1956 war er Lehrstuhlinhaber für Bürgerliches- und Verfahrensrecht, Rechtsvergleichung, Ausländisches- und Internationales Recht an der Eberhard Karls Universität Tübingen. Von 1956 bis 1960 lehrte er Bürgerliches Recht und Zivilprozessrecht an der Universität Hamburg.
1945 hatte Dölle im Auftrag der Landesregierung von Württemberg-Hohenzollern kommissarisch die Leitung des Kaiser-Wilhelm-Instituts für ausländisches und internationales Privatrecht übernommen, das im Vorjahr kriegsbedingt von Berlin nach Tübingen verlagert worden war. 1946 wurde er zum Wissenschaftlichen Mitglied ernannt und im April 1949 zum Direktor des Instituts. Das Institut trat im November 1949 der Max-Planck-Gesellschaft bei und heißt seitdem Max-Planck-Institut für ausländisches und internationales Privatrecht. Als es 1956 nach Hamburg verlegt wurde und den dortigen Neubau bezog, ging auch Dölle nach Hamburg. Er blieb bis 1963 Direktor des Instituts, Konrad Zweigert war sein Nachfolger. Bis 1970 blieb er Wissenschaftliches Mitglied. Ferner amtierte er in der Max-Planck-Gesellschaft 1954/55 als Vorsitzender des Wissenschaftlichen Rats, 1954–1957 als Vorsitzender der Geisteswissenschaftlichen Sektion, 1960–1966 als Vizepräsident der Max-Planck-Gesellschaft.
Von 1950 bis 1961 war er erster Präsident der Gesellschaft für Rechtsvergleichung und ab 1951 als Honorarprofessor an der Technischen Hochschule Stuttgart tätig.
Dölle wurde auf dem Münchener Nordfriedhof beigesetzt.

## Veröffentlichungen (Auswahl)
- Das materielle Ausgleichsrecht des Versailler Friedensvertrag. Springer, Berlin 1925.

- Lehrbuch des Reichserbhofrechts. 2. Aufl. Beck, München 1939.

- (mit Konrad Zweigert): Gesetz Nr. 52 über Sperre und Beaufsichtigung von Vermögen. Kommentar. Poeschel, Stuttgart 1947.

- Vom Stil der Rechtssprache. Mohr, Tübingen 1949.

- Die künstliche Samenübertragung. Eine rechtsvergleichende und rechtspolitische Skizze. Mohr, Tübingen 1954.

- Die Ausbildung der deutschen Juristen. Darstellung, Kritik und Reform. Mohr, Tübingen 1960.
- Familienrecht. Darstellung des deutschen Familienrechts mit rechtsvergleichenden Hinweisen. Zwei Bände. Müller, Karlsruhe 1964/1965.

- Internationales Privatrecht. Eine Einführung in seine Grundlagen. 2. Aufl. Müller, Karlsruhe 1972, ISBN 3-7880-1231-5.